# 바보와 죽음
《바보와 죽음》(Der Tor und der Tod, 1893년)은 호프만 슈탈의 시극이다.
풍부한 천분(天分)을 타고난 시인이 19세에 쓴 작품으로 또한 이 소시극(小詩劇) 이후 이 이상의 작품을 쓰지 못하였다고도 평가될 정도의 내용을 갖고 있다. 더욱이 이 작품이 중요시되는 까닭은 다른 희곡의 주인공이 대개 시인의 공상으로 탄생된 인물인 데 대해 이 작품의 주인공 클라우디오는 작가 자신의 체험에 의해 탄생된 인물인 점에 있다. 거기에는 그와 똑같이 생활에 불안이 없고, 다만 예술을 향락하고 인생을 방관하며 예술을 위해 인생을 잃어버린 ‘바보’가 있을 뿐이다. ‘죽음’은 그러한 주인공에게 생(生)의 존엄을 제시하여 ‘바보’로 하여금 ‘죽음’에 눈뜨게 한다. 작가는 그것을 아름다운 시에 의해, 형식을 갖춘 독특한 극으로 완성시키고 있다. 그것은 예술을 통해 인생을 살찌게 하지 못하고 오히려 예술 속에서만 살아버린 유미주의자(唯美主義者)의 파멸이요, 그것은 다름 아닌 작가 자신의 한탄이기도 하였다.